# Kamal (Pemulutan Barat)
Kamal is een bestuurslaag in het regentschap Ogan Ilir van de provincie Zuid-Sumatra, Indonesië. Kamal telt 721 inwoners (volkstelling 2010).